# Tillandsia recurvata
Tillandsia recurvata (L.) L., és una espècie de planta que pertany a la família de les bromeliàcies.

## Distribució geogràfica
Es troba a les regions tropicals i subtropicals d'Amèrica.

## Descripció
És una planta epífita. Creix habitualment en els arbres de roure Quercus virginiana Mill. No és una paràsita: només requereixen suport físic i gens de nutrició del seu hoste, rebent els seus nutrients de la pols i partícules que recullen amb les seves barbes. Al contrari d'altres epífites que afecten el creixement dels seus hostes, no afecten la salut dels espècimens.

## Propietats
Ha demostrat gran activitat antitumoral i en aplicacions in vitro contra el VIH / la Sida, així com en estudis amb animals. El Dr. Henry Lowe de Jamaica ha sol·licitat una patent dels EUA per a un extracte de Tillandsia recurvata que produeix la mort de les cèl·lules tumorals per apoptosi. (Lowe 2008)

## Sinonímia
| - Diaphoranthema recurvata (L.) Beer - Diaphoranthema uniflora (Kunth) Beer - Renealmia recurvata L. - Tillandsia monostachya W.Bartram - Tillandsia pauciflora Sessé i Moc. - Tillandsia recurvata forma argentea André - Tillandsia recurvata forma brevifolia André - Tillandsia recurvata forma caespitosa André - Tillandsia recurvata var. ciliata Mez | - Tillandsia recurvata var. contorta (André) André ex Mez - Tillandsia recurvata forma contorta André - Tillandsia recurvata forma elongata André - Tillandsia recurvata var. genuina André - Tillandsia recurvata forma major André - Tillandsia recurvata forma minor André - Tillandsia recurvata forma minuta (Mez) A.Cast. - Tillandsia recurvata var. minuta Mez - Tillandsia uniflora Kunth |

| - Diaphoranthema recurvata (L.) Beer - Diaphoranthema uniflora (kunth) Beer - Renealmia recurvata L. - Tillandsia monostachya W.Bartram - Tillandsia pauciflora Sessé i Moc. - Tillandsia recurvata forma argentea André - Tillandsia recurvata forma brevifolia André - Tillandsia recurvata forma caespitosa André - Tillandsia recurvata var. ciliata Mez | - Tillandsia recurvata var. concoca (André) André ex Mez - Tillandsia recurvata forma concoca André - Tillandsia recurvata forma elongata André - Tillandsia recurvata var. genuïna André - Tillandsia recurvata forma major André - Tillandsia recurvata forma minor André - Tillandsia recurvata forma minuta (Mez) A.cast. - Tillandsia recurvata var. minuta Mez - Tillandsia uniflora Kunth |